# پرنسس نادین رومانوفسکیا
پرنسس نادین رومانوفسکیا (با نام اصلی نادین سیلویا آدا مک‌دوگال؛ ۵ ژوئن ۱۹۰۸–۶ ژوئن ۲۰۰۰)، که با نام پرنسس اندرو روسیه نیز شناخته می‌شود، یک اشراف‌زاده و وارث بریتانیایی بود. او مالک و قلعه خانه پرووندر در کنت بود که از خانواده مادری‌اش به ارث برده بود.

## اوایل زندگی و خانواده

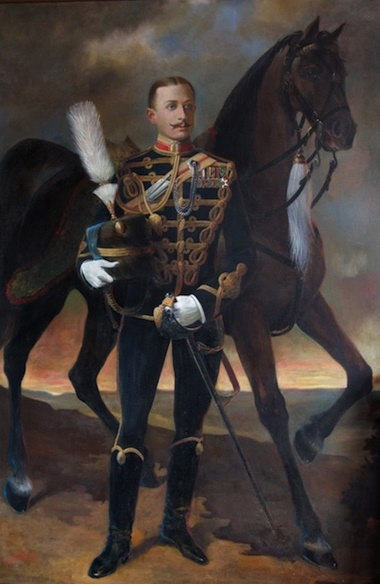
پدر نادین: سرهنگ دوم هربرت مک‌دوگال از کاخ کاوستون

پرنسس نادین با نام نادین سیلویا آدا مک‌دوگال در ۵ ژوئن ۱۹۰۸ در لندن متولد شد. او عضوی از خاندان مک‌دوگال بود و بزرگ‌ترین دختر از سه دختر سرهنگ دوم هربرت مک‌دوگال از کاوستون مانور و سیلویا نوردستاین بود. پدرش افسر ارتش بریتانیا و مادرش یک وارث فنلاندی بود. پدربزرگ و مادربزرگ مادری نادین، کنستانس پترسون بورگستروم، وارث و امیل بورگستروم، تاجر و دیپلمات، بودند. پدربزرگ بزرگ او، هنریک بورگستروم، یک کارمند دولت فنلاندی بود. خانواده پدرش به دلیل موفقیت در تجارت آسیاب آرد که توسط سر جان مک‌دوگال آغاز شده بود، ثروتمند بودند. خواهر نادین، پاملا، بعدها با جورج هنری میلز-لید، ارل چهارم سوندس، ازدواج کرد.
او در ملک خانوادگی‌اش، خانه پرووندر، در کنت بزرگ شد. این خانه به خاطر اینکه اقامتگاه شکار ادوارد، شاهزاده سیاه، بوده، مورد توجه بوده است.
نادین در هشت سالگی برای تحصیل به یک مدرسه شبانه‌روزی فرستاده شد.

## زندگی بزرگسالان
او در زمان اقامت در قلعه بالمورال، با شاهزاده آندری الکساندروویچ روسیه، پسر دوک بزرگ الکساندر میخائیلوویچ روسیه و دوشس بزرگ زنیا الکساندرونا از روسیه که در تبعید به سر می‌برد، آشنا شد. شاهزاده آندری برادرزاده تزار نیکلاس دوم روسیه و نتیجه تزار نیکلاس اول روسیه بود.
او و شاهزاده آندری نامزدی خود را در ۱۸ ژوئن ۱۹۴۲ اعلام کردند. آنها در ۲۱ سپتامبر ۱۹۴۲ در مراسمی در کلیسای آنگلیکان که توسط اسقف اعظم کانتربری، ویلیام تمپل، در کلیسای سنت مری در نورتون، کنت برگزار شد، ازدواج کردند. سه خدمتکار در مراسم او حضور داشتند: برادرزاده‌اش، ویسکونت ترولی؛ رابرت مرسر، برادرزاده سر نیل ریچی؛ و جرمی پمبرتون، پسر سرهنگ داگلاس پمبرتون. نادین لباس ساتن سفید با دنباله درباری و یک روسری مروارید روسی با حجاب تول به تن داشت. پس از آن، یک عروسی ارتدکس روسی در شلدویچ به ریاست آرکیماندریت نیکلاس، معلم سابق فرزندان نیکلاس دوم، برگزار شد. از آنجایی که پدرش در زمان عروسی او در آفریقا خدمت می‌کرد، او در مراسم آنگلیکان توسط عمویش، سرگرد آرتور مک‌دوگال نشان خدمت ممتاز، و توسط سر رابرت هاجسون در مراسم ارتدکس روسی به او اهدا شد. مراسمی در خانه خواهر و شوهرخواهرش، لیس کورت، برگزار شد.
پس از ازدواج، او به عنوان شاهدخت اندرو رومانوفسکیای روسیه شناخته می‌شد. نادین همسر دوم شاهزاده آندری بود، همسر اول او، الیزابتا دی ساسو روفو، در طول جنگ جهانی دوم درگذشت. آنها یک دختر به نام شاهدخت اولگا آندریونا داشتند که در سال ۱۹۵۰ به دنیا آمد.
در سال ۱۹۴۹، او و همسرش به خانه پرووندر نقل مکان کردند که از مادرش به ارث برده بود. این خانه قبلاً در طول جنگ جهانی دوم توسط ارتش بریتانیا مصادره شده بود، اما بعداً به نادین بازگردانده شد. او به عنوان قلعه خانه پرووندر، خانه را بازسازی و شومینه‌ها را به رنگ کرم رنگ‌آمیزی کرد.
نادین از فرستادن دخترش به مدرسه خودداری کرد، زیرا از مدرسه رفتن خودش متنفر بود و در عوض معلم خصوصی در خانه استخدام می‌کرد. او سعی کرد نامزدی بین دخترش و چارلز، شاهزاده ولز، که از اقوام شوهرش بود، ترتیب دهد. در سال ۱۹۶۷، او اطمینان حاصل کرد که دخترش در مجله هارپرز بازار به عنوان یکی از شش شاهزاده خانم خارجی که کاندیدای مناسبی برای ازدواج با شاهزاده ولز بودند، ثبت شود.
نادین در ۶ ژوئن ۲۰۰۰ در خانه پرووندر درگذشت. او در حیاط کلیسای سنت مری در نورتون، باکلند و استون به خاک سپرده شد.